# Meli (bedrijf)
Meli is een Belgische producent van honingproducten gevestigd in Veurne. Het is de grootste producent van honing in de Benelux. De ruwe honing wordt in het buitenland door bijen geproduceerd, vooral in Midden- en Zuid-Amerika.

## Geschiedenis
Het bedrijf werd gesticht door Alberic Florizoone in 1925. In 1935 opende hij in Adinkerke het educatieve cafetaria het Bijenpaleis, dat in de jaren 1950 tot het Meli Park uitgroeide. Na het overlijden van Florizoone, werd het park in 1999 verkocht aan Studio 100 en VMMA en tot Plopsaland De Panne omgevormd. Deze verkoop vormde een dynamiek voor een verdere groei van de honingfabriek.
In februari 2021 nam Meli het Nederlandse honingbedrijf De Traay uit Lelystad over, de eerste grote overname door Meli. De merknaam en productengamma blijft behouden.
In 2025 investeerde Meli 3 miljoen euro om de productie verder op te drijven met de ambitie om Europa’s grootse honingproducent te worden.